# Arco dei Gigli
Arco dei Gigli ou Porta del Sole ou encore  Arco dei Montesperelli est l'une des cinq portes étrusques de Pérouse.

## Histoire et description
L'arc est également appelé Porta Sole, comme une ancienne porte détruite citée par Dante Alighieri dans le Paradis, ainsi que Arco dei Montesperelli du nom de la famille noble qui vivait à proximité.
L'arc qui est orientée à l'est, elle est l'une des cinq portes des murs étrusques. Elle conserve les jambages originaux en travertin, tandis que l'arc ogival date du XIIIe siècle.
À cet endroit passait le decumanus de la ville étrusque-romaine, qui se joignait à l'ouest avec la Porta Trasimena, l'une des cinq rues royales qui, de la Piazza Grande, se dirigeait vers le Contado di Porta Sole.
Sur le côté droit de la façade extérieure, des traces de la structure originale réalisée en forme de  arc en plein cintre (arco a tutto sesto. 
À partir de 1535, l'arc a été surnommé del Giglio (du lys), à la suite de la visite du pape Paul III Farnèse, qui a fait représenter les armoiries de la famille avec un lys.
Les armoiries originales de la porte et du contado représentent le soleil, associé à la couleur blanche de la lumière et à la farine provenant des moulins du Tibre.